# Burt Sansom
Burt (Bruce) Sansom (ur. 14 grudnia 1887, zm. 9 marca 1961) – brytyjski zapaśnik walczący w stylu wolnym. Olimpijczyk z Londynu 1908, gdzie zajął piąte miejsce w wadze koguciej.
Mistrz kraju w 1909 i 1910 roku. 

## Letnie Igrzyska Olimpijskie 1908
| Konkurencja      | Rundy eliminacyjne | Rundy eliminacyjne    | Klas. końcowa |
| Konkurencja      | 1/8                | 1/4                   | Miejsce       |
| ---------------- | ------------------ | --------------------- | ------------- |
| 54 kg styl wolny | Guy Schwan (GBR) Z | William Press (GBR) P | 5.            |